# Nobuhiko Okamoto
Nobuhiko Okamoto (岡本 信彦?, Okamoto Nobuhiko; Tokyo, 24 ottobre 1986) è un doppiatore giapponese.
Ha vinto il premio come miglior doppiatore e miglior nuovo attore al terzo anno dei Seiyū Awards e il premio come il miglior attore non protagonista al quinto anno dei Seiyū Awards.

## Doppiaggio

### Serie TV anime
In grassetto i ruoli principali:
1999
- One Piece: Orso Bartholomew (giovane), S-Bear

2006
- Welcome to the NHK: collega (ep 12), studente maschio (ep 6)
- Ghost Hunt: John Brown

2007
- Nodame Cantabile: Kanei (ep 5)
- Verso la Terra...: Serge Sturgeon
- Bakugan - Battle Brawlers: Tatsuya (ep 5); Kosuke (ep 9)
- Sola: Yorito Morimiya
- Shugo Chara!: Musashi[1]

2008
- Persona -trinity soul- come Shin Kanzato.
- Kure-nai come Ryūji Kuhōin.
- Nabari come Gau Meguro.
- Sekirei come Haruka Shigi.
- Toradora! come Kota Tomiie.
- Shugo Chara! come Musashi.
- A Certain Magical Index come Accelerator.

2009
- Akikan! come Gorō Amaji.
- Asu no Yoichi! come Yoichi Karasuma.
- Chrome sgusciate Regios come Layfon Alseif.
- Slayers Evolution-R come Abel[2].
- Basquash! come Bal, Samico & Sauce (ep 12).
- The Guin Saga come Oro.
- Hatsukoi Limited come Haruto Terai.
- The Sacred Blacksmith come Luke Ainsworth.
- Yumeiro Pâtissière come Makoto Kashino; Kasshi (eps 13, 34-35, 46).

2010
- Durarara! come Ryou Takiguchi.
- Ōkami Kakushi come Issei Tsumuhana.
- Bleach come Narunosuke.
- Maid-sama! come Takumi Usui.
- Senkou no Night Raid come Ichinose.
- Mayoi Neko Overrun! come Takumi Tsuzuki.
- Uragiri wa Boku no Namae wo Shitteiru come Katsumi Toma.
- Densetsu no Yusha no Densetsu come Lear Rinkal.
- Shukufuku no Campanella come Leicester Maycraft.
- I signori dei mostri come Inugami.
- Highschool of the Dead come Takuzo (ep 3).
- Shiki come Toru Mutou.
- Bakuman come Niizuma Eiji.
- Ōkami-san to shichinin no nakamatachi come Hansel Otogi (ep 4).
- Otome yōkai Zakuro come Mamezō.
- Yumeiro Pâtissière SP Professional come Makoto Kashino; Kasshi (eps 55-57).
- Toaru Majutsu no Index II come Accelerator.

2011
- Yumekui Merry come Yumeji Fujiwara.
- Freezing come Arthur Crypton.
- Pretty Rhythm: Aurora Dream come Wataru.
- Tiger & Bunny come Ivan Karelin/Origami Cyclone.
- Sekai-ichi Hatsukoi come Kisa Shouta.
- Rinshi! Ekoda-chan come Maa-kun.
- Maria Holic come Rindo.
- Blue Exorcist (Ao No Exorcist) come Rin Okumura.
- Kamisama Dolls come Kuga Kyouhei.
- Sacred Seven come Night Terushima.
- Itsuka tenma no kuro usagi come Serge Entolio.
- Beelzebub come Hisaya Miki.
- Bakuman 2 come Niizuma Eiji.
- Baka and Test come Genji Hiraga.
- Kimi to boku come Fuyuki Matsuoka.
- Ben-Tō come Yamahara-
- Last Exile come Johann.
- Guilty Crown come Kenji Kido.

2012
- Daily Lives of High School Boys come Mitsuo.
- Acchi Kocchi come Io Otonashi.
- Metal Fight Beyblade Zero-G come Kurogane.
- Sakamichi no Apollo come Seiji Matsuoka.
- Hagure yūsha no estetica come Akatsuki Osawa.[3]
- Code:Breaker come Rei Ogami
- Inazuma Eleven GO Chrono Stones come Saryū Evan

2013
- Karneval come Azana
- Photo Kano come Takashi Azuma
- Log Horizon come Karashin
- Ace of Diamond come Ryōsuke Kominato

2014
- Kill la Kill come Shinjiro Nagita (ep 13)[4]
- Hamatora come Seo
- Magical Warfare come Gekkō Nanase
- Haikyū!! come Yuu Nishinoya[5]
- Black Butler: Book of Circus come Dagger
- Hybrid Child come Kotarō Izumi
- Gekkan Shōjo Nozaki-kun come Mikoto Mikoshiba
- Captain Earth come Koichi Ban
- Re:Hamatora come Seo
- Inō-Battle wa Nichijō-kei no Naka de come Jurai Andō
- World Trigger come Jun Arashiyama
- Akatsuki no Yona come Shin-Ah
- Log Horizon 2 come Karashin

2015
- Food Wars! Shokugeki no Soma come Ryo Kurokiba

2016
- Assassination Classroom 2 come Karma Akabane[6]
- Food Wars! Shokugeki no Soma 2 come Ryo Kurokiba
- My Hero Academia come Katsuki Bakugo[6].

2017
- Blue Exorcist: Kyoto Saga come Rin Okumura
- Food Wars! Shokugeki no Soma 3 come Ryo Kurokiba
- My Hero Academia 2 come Bakugou Katsuki[6]
- Katsugeki Touken Ranbu come Hizamaru
- Juni Taisen: Zodiac War come Usagi

2018
- Angels of Death come Isaac Foster(Zack)
- Magical Girl Site come Kaname Asagiri
- My Hero Academia 3 come Bakugo Katsuki[6]
- My Sweet Tyrant come Masago Matsuo
- Hataraku Saibou come la Cellula Dendritica
- Le bizzarre avventure di JoJo: Vento Aureo come Ghiaccio

2019
- Demon Slayer come Genya Shinazugawa

2020
- Tower of God come Khun Aguero Agnes

2021
- Black Clover come Liebe.
- Re:Zero come Garfiel

2022
- Shikimori's Not Just a Cutie come Shu Inuzuka
- Tokyo Mew Mew New come Quiche

2023
- The Dangers in My Heart come Shō Adachi
- Dead Mount Death Play come Gozaburo Arase
- Rurouni Kenshin (serie 2023) (Chō Sawagejō)
- Ochibi-san come Ozeni
- Undead Unluck come Top Bull Sparx

2026
- Dead Account come Soji Enishiro[7]

### OAV
- Air Gear come Itsuki Minami.
- Akikan! come Gorou Amaji.
- Megane na Kanojo come Jun'ichi Kamiya.
- Shukufuku no Campanella come Leicester Maycraft.
- Maid-sama! come Takumi Usui.
- Blue Exorcist come Rin Okumura.

### Drama CDs
- Barajou No Kiss come Ninufa.
- Yumeiro Pâtissière come Makoto Kashino.
- Nabari come Gau Meguro.

### Videogiochi
- Akiba's Beat (Yamato Hongo)
- Chaos Rings (Ayuta).
- Corpse Party: Book of Shadows (Tsukasa Mikuni).
- Corpse Party: Sachiko's Game of Love Hysteric Birthday 2U (Tsukasa Mikuni)
- Dengeki Bunko: Fighting Climax (Accelerator)
- Disney: Twisted-Wonderland (Floyd Leech)
- Dragalia Lost (Orsem, Seimei)
- Dragon Quest Monsters: Il Principe oscuro (Dottor Gene Tikoh)
- Tokyo Babel (Uliel).
- Capitan Tsubasa Dream Team (Louis Napoleon)
- Fate/Grand Order (Assassin/Yan Qing)
- Fate/Samurai Remnant (Chiemon)
- Fire Emblem Heroes (Perne, Alcryst)
- Fire Emblem: Engage (Alcryst)
- Granblue Fantasy (Ceylan, Gilbert, Lamorak, Lusor, Bakugo Katsuki)
- JoJo's Bizarre Adventure: All Star Battle R (Ghiaccio)
- Jump Force (Bakugo Katsuki)
- Like a Dragon: Infinite Wealth (Tianyou Zhao)
- Lollipop Chainsaw (Swan, Killabilly)
- Luminous Arc Infinity (Seed)
- Million Arthur: Arcana Blood (Clone Merchant Arthur)
- My Hero Academia: Battle for All (Bakugo Katsuki)
- My Hero: One's Justice (Bakugo Katsuki)
- My Hero: One's Justice 2 (Bakugo Katsuki)
- My Hero Ultra Rumble (Bakugo Katsuki)
- Nier (Nier (giovane))
- Nier Replicant ver.1.22474487139... (Nier (giovane))
- Onmyōdō (Otakemaru)
- Persona 5: The Phantom X (Kira Kitazato)
- Shin Megami Tensei: Devil Survivor 2 - Record Breaker (Daichi Shijima)
- SINoALICE (Nier (giovane), Rain)
- The DioField Chronicle (Andrias Rhondarson)
- Unicorn Overlord (Adel)
- Visions of Mana (Eoren)
- Yakuza: Like a Dragon (Tianyou Zhao)

### Film/Serie TV
- State of Play.
- Aaron Stone come Landers Jason.
- CSI - Scena del crimine (stagione 8, Episodio 10)
- Harry Potter e il principe mezzosangue come Marcus Belby (Rob Knox).
- Patema Inverted come Age

## Carriera musicale
Nobuhiko ha prestato per molti ruoli la sua voce, questo include anche il suo coinvolgimento negli Image song. Durante il suo 25º compleanno ha annunciato il suo debutto nel canto nel 2012.

### Discografia

#### Album
- 23 maggio 2012 - Palette

#### Singoli
- 18 aprile 2012 - Acchi de Kocchi de (あっちでこっちで?) come Acchi⇔Kocchi con Rumi Ookubo, Hitomi Nabatame, Kaori Fukuhara & Shintarō Asanuma

#### Canzoni Anime
Chrome Shelled Regios
- (2009.08.07) Koukaku no Regios Character Songs -The First Session-

愛のツェルニ(Ai no Zuellni) feat. Layfon Alseif & Leerin Marfes (con Mikako Takahashi, come Layfon Alseif).
- (2009.08.28) Koukaku no Regios Character Songs -The Second Session-

愛のツェルニ(Ai no Zuellni) feat. Layfon Alseif (come Layfon Alseif).
Maid-sama!
- (2010.07.22) Kaichou wa Maid-sama! Character Concept CD4 - Another Side.
- Promise (come Takumi Usui).

Buon Yumekui
- (2011.02.25) Yumekui Merry Character Song - Fujiwara Yumeji.
- 終わらない夜を(Owaranai Yoru wo) (come Yumeji Fujiwara).

Sekai-ichi Hatsukoi
- (2011.07.06) Sekai-ichi Hatsukoi Character Song Vol.3 Shoudou Alarm - Shouta Kisa.
- 衝動アラーム(Shoudou Alarm) (come Kisa Shouta).

Blue Exorcist
- (2011.08.24) Ao no Exorcist OP2 - IN MY WORLD.
- IN MY WORLD -青の炎EDIZIONI -Con Rin Okumura e Yukio Okumura- (Come Rin Okumura)
- (2011/08/31) ED2 Ao no Exorcist - Life Wired.
- Wired Life (No Escape Remix) feat. Okumura Rin (come Rin Okumura)

To aru Majutsu no Index e To aru Majutsu no Index II
- (2011/08/24) To Aru Majutsu no Index II ARCHIVES 4.
- 99.9% Noisy (come Accelerator).

Sacred Seven
- (2011.12.07) Sacred Seven Drama Character Album IV Fragment of S7 Kijima Night x Lau Feizooi.
- Knight of Light (come Night Terushima).

Acchi Kocchi
- (2012/05/16) Acchi Kocchi Character Song Mini-Album (come Io Otonashi).

#### Apparizioni in altri album
- (2010.06.16): Death Connection Character Song Album.
- Promise.